# Kermánsáh tartomány

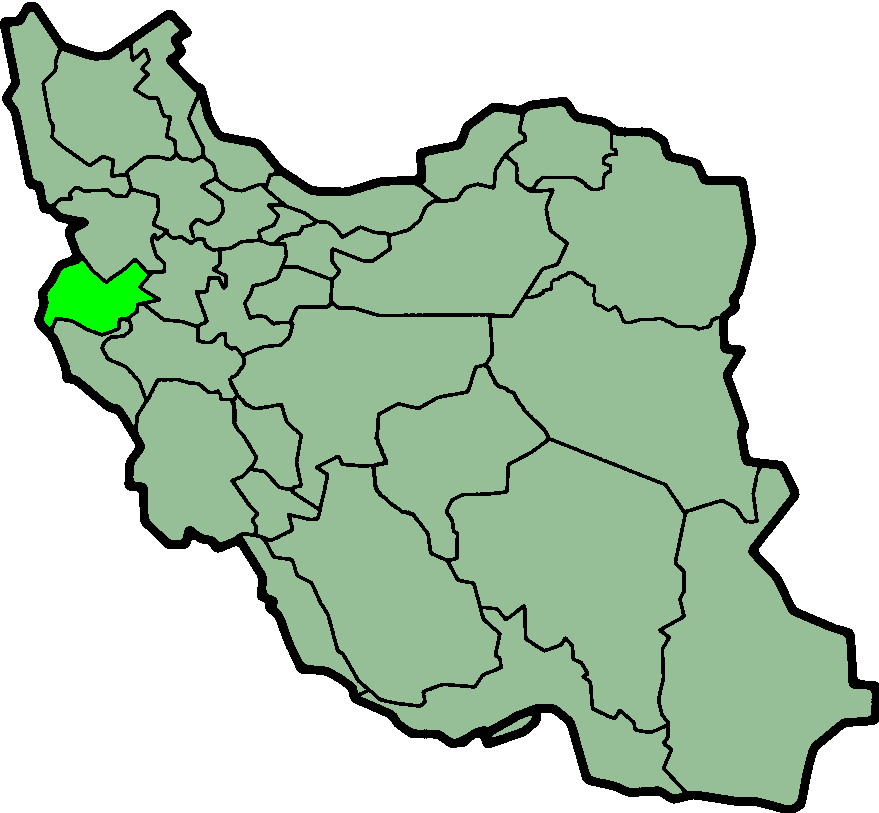
Kermansáh tartomány elhelyezkedése Iránban

Kermánsáh tartomány (perzsául استان کرمانشاه [Ostân-e Kermânšâh]) Irán 31 tartományának egyike az ország nyugati részén. Északon Kurdisztán, keleten Hamadán, délkeleten Loresztán, délen Ilám tartomány, nyugaton pedig az Irakban található Szulejmánijja kormányzóság, valamint a tőle délre fekvő Dijála kormányzóság határolja. Székhelye Kermánsáh városa. Területe 24 998 km², lakossága 1 842 457 fő.

## Közigazgatási beosztás
Kermánsáh tartomány 2021 novemberi állás szerint 14 megyére (sahrasztán) oszlik. Ezek: Dáláhu, Dzsavánrud, Eszlámábád-e Garb, Gilánegarb, Harszin, Kangávar, Kaszre-Sirin, Kermánsáh, Páve, Ravánszar, Szahne, Szalász-e Bábádzsáni, Szarpol-e Zaháb megye, Szongor.

## Fordítás
- Ez a szócikk részben vagy egészben  a(z)   استان‌های ایران című perzsa Wikipédia-szócikk ezen változatának fordításán alapul.  Az eredeti cikk szerkesztőit annak laptörténete sorolja fel. Ez a jelzés csupán a megfogalmazás eredetét és a szerzői jogokat jelzi, nem szolgál a cikkben szereplő információk forrásmegjelöléseként.